# Kamienica Oranowskiego w Warszawie
Kamienica Oranowskiego – kamienica znajdująca się przy ulicy Krakowskie Przedmieście 6 w Warszawie.

## Historia
Przed 1770 rokiem, w miejscu dzisiejszego budynku, znajdowała się kamienica Niecieiskiego. Był to dwupiętrowy, 9-osiowy budynek. W latach 1898–1899 na jego miejscu wzniesiono kamienicę Oranowskiego. Charakteryzowała się bogatymi, secesyjnymi zdobieniami, takimi jak kolumny jońskie podtrzymujące strop balkonów, bogato zdobione gzymsy. Kamienicę przykryto dachem spadzistym, po jego skrajnych stronach umiejscowiono dwie ozdobne wieżyczki.
W czasie II wojny światowej (1944) kamienica została spalona. W 1945 roku wypalone mury rozebrano do wysokości parteru: w latach 1947-1948 nadbudowano dwie kondygnacje a jego odtworzone detale nawiązywały do dawnej kamienicy Niecieiskiego. Jedną z nielicznych pozostałości po przedwojennym budynku jest zachowany przejazd bramny.